# Adamo d'Arogno

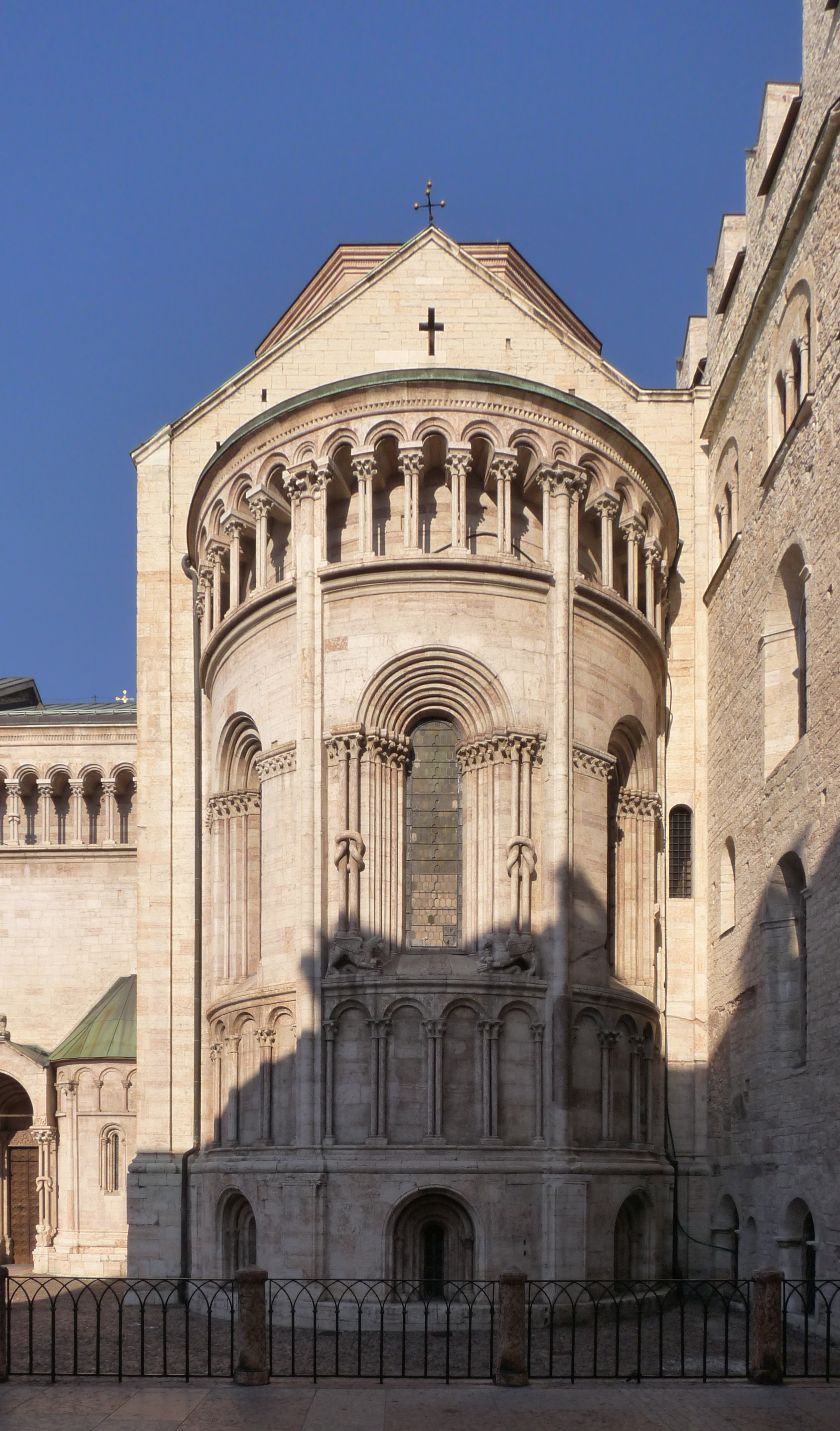
L'abside della cattedrale di Trento, opera di Adamo

Adamo d'Arogno (Arogno, 1180 circa – 1240 circa) è stato un architetto svizzero-italiano.

## Biografia
Vissuto tra il XII e il XIII secolo, proveniente da una famiglia di maestri muratori. A lui è attribuito il progetto della Cattedrale di San Vigilio a Trento, voluta dal principe vescovo Federico Vanga, la cui costruzione è cominciata nel 1212 e proseguita in collaborazione coi figli e nipoti, come ricorda l'epigrafe sepolcrale della famiglia, murata nell'edificio.
A lui è dedicata la piazza a sud del Duomo, un tempo cimitero, dove venne seppellito.